# Adam Grobler
Adam Grobler (ur. 20 czerwca 1949 w Krakowie) – polski filozof specjalizujący się w teorii poznania, filozofii języka i metodologii.

## Życiorys
Ma wykształcenie matematyczne i filozoficzne, obecnie pracuje na Uniwersytecie Opolskim.
Profesor zwyczajny (2002 r.), wieloletni wykładowca Wydziału Filozoficznego Uniwersytetu Jagiellońskiego oraz Instytutu Filozofii Uniwersytetu Zielonogórskiego.
Stypendysta British Academy (1990), laureat nagrody Stowarzyszenia Tłumaczy Polskich oraz w roku 2007 Nagrody im. Tadeusza Kotarbińskiego Wydziału I PAN za najlepszą książkę filozoficzną w latach 2004-2006 za książkę Metodologia nauk.

## Książki
- 1986: Problem redukcji a teza o niewspółmierności teorii naukowych, Ossolineum, Wrocław-Kraków.
- 1993: Prawda i racjonalność naukowa, Inter Esse, Kraków.
- 2000: Prawda a względność, Aureus, Kraków.
- 2001: Pomysły na temat prawdy i sposobu uprawiania filozofii w ogóle, Aureus, Kraków.
- 2006: Metodologia nauk, Aureus, Kraków.
- 2019: Epistemologia : sandwiczowa teoria wiedzy, Universitas, Kraków.